# Terapia di coppia per amanti
Terapia di coppia per amanti è un romanzo di Diego De Silva, scritto e pubblicato nel 2015 in Italia.

## Trama
Diego de Silva scrive il suo romanzo facendo parlare in prima persona i due protagonisti Viviana e Modesto che, raccontando la stessa storia in modo opposto, la completano e mostrano i punti di vista dei due innamorati. Ma questa non è una storia d'amore qualunque, infatti i due innamorati sono entrambi sposati, non tra loro, e si ritrovano ad essere amanti, coinvolti in un amore coriaceo e duraturo.
Viviana è una donna determinata nel perseguire i propri scopi e obiettivi ed è combattuta tra il restare una semplice amante “un fazzoletto di terra a statuto speciale dove abbandonarti ai tuoi desideri più essenziali, provvisoriamente esentato dalle molteplici rotture di coglioni che ti ammorbano l'esistenza umana” e lo stravolgere la propria vita in nome dell'amore per Modesto.
Modesto invece appare meno determinato e più indifferente allo stravolgimento della propria vita. E un po' più vigliacco e aspira a rimanere sempre nella situazione comoda dell'amante.
Ed è in questa antinomia che Viviana decide di portare Modesto, che risulta essere non troppo convinto, dall'analista per cercare di salvare il loro rapporto.
Il terapista rimane disorientato alla richiesta di analizzare il rapporto di due amanti, che sono svincolati da matrimonio e famiglia e hanno da perdere solo il loro amore. Tuttavia accetta l'incarico e vi si coinvolge a tal punto da rischiare di perdere la lucidità professionale.
Saranno proprio le sedute di terapia di coppia a salvare il rapporto e l'amore tra Viviana e Modesto.

## Edizioni
- Diego De Silva, Terapia di coppia per amanti, Einaudi, 2015,  Pag.278, ISBN 978-88-06-22666-4.